# Intensité énergétique (économie)
Pour l’article homonyme, voir Intensité énergétique (physique).
L’intensité énergétique est une mesure de l'efficacité énergétique d'une économie. Elle est calculée comme le quotient de la consommation d'énergie au produit intérieur brut. Elle est généralement exprimée en tonnes équivalent pétrole (tep) par million d’euros de PIB.
Après trois décennies de tendance à la baisse dans le monde, l'intensité énergétique (consommation d'énergie par unité de PIB, qui est aussi un indice de gaspillage) a en 2010 ré-augmenté (+ 1,35 %), probablement à la suite de la baisse des coûts de l'énergie induite par la crise de 2008.

## Description
Une intensité énergétique élevée correspond à une économie « gourmande » en énergie pour un niveau de PIB donné.
L'intensité énergétique d'un pays dépend de nombreux facteurs. Par exemple, elle varie en fonction du niveau de vie et du climat ; en effet, les pays particulièrement chauds ou froids tendent à avoir une intensité plus élevée que les autres.
Elle peut être affectée par l'efficacité énergétique des machines et des bâtiments, la consommation d'essence des véhicules, les distances parcourues par ces véhicules, les modes de transport, les efforts d'économie ou de rationnement de l'énergie, ou les chocs économiques. Étant un rapport au PIB l'intensité énergétique va être plus faible dans un pays ayant un important secteur économique tertiaire.
Ainsi, un pays avec un climat doux et tempéré, des lieux de travail en moyenne peu éloignés des domiciles, des véhicules à faible consommation, des réseaux de transport commun, et une partie importante de la population se déplaçant à pied ou à bicyclette aura une intensité énergétique bien plus faible qu'un pays au climat extrême, avec de grandes distances à parcourir pour travailler, et une utilisation importante de véhicules à consommation élevée.

## Données

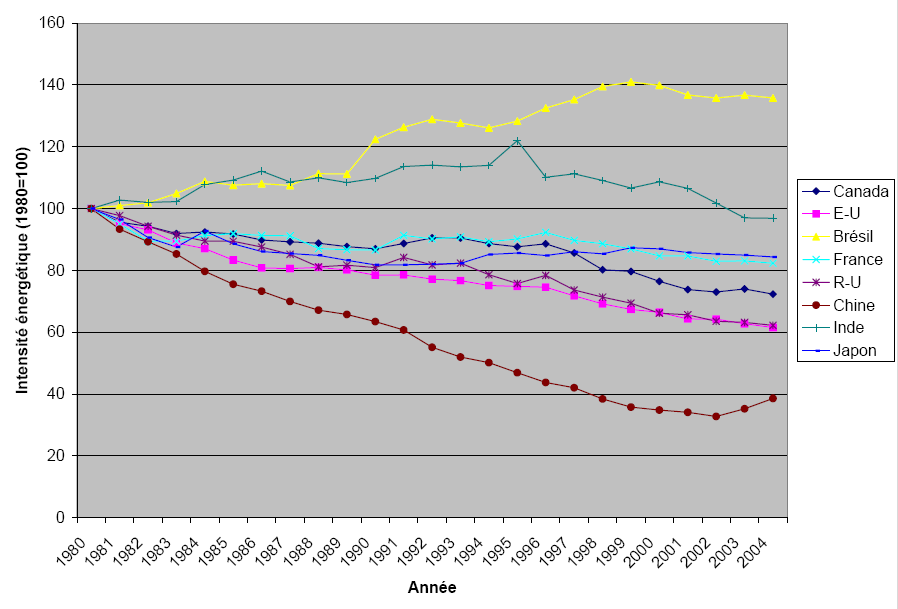
Évolution de l'intensité énergétique pour quelques pays, 1980-2004

En France, à la suite des chocs pétroliers et de la politique d'économie d'énergie qui en a découlé, l'intensité énergétique primaire a diminué de près de 20 % entre 1970 et 2004, tandis que l'intensité énergétique finale a diminué de près de 40 %.
Aux États-Unis, l'intensité énergétique primaire est passée de 15 172 BTUs par dollar 2000 en 1980 à 9336 en 2004, soit une diminution de 38 %.